# Hôtel-Dieu de Tournus
Pour les articles homonymes, voir Greuze.
L’Hôtel-Dieu de Tournus, situé à Tournus (Saône-et-Loire), est un ancien hôpital, construit au XVIIe siècle, où l'on peut voir une des plus anciennes apothicaireries qui subsiste en France. Il a été classé Monument Historique en 1964. Il abrite depuis 2000 le musée Greuze (fermé depuis 2019).

## Le bâtiment
Construit au XVIIe siècle et agrandi ensuite, l’Hôtel-Dieu de Tournus est classé Monument Historique depuis 1964. Il comporte trois vastes salles et deux chapelles, ainsi que l’une des plus anciennes apothicaireries conservées en France : elle date de 1685 environ et son décor est très ouvragé. Les boiseries à colonnettes torses et dorées ont été conçues pour y placer les pots en faïence des XVIIe et XVIIIe siècles, qui contenaient les remèdes préparés par les sœurs. Le plafond de bois peint représente des anges voletant, fleurs et plantes à la main. 

En 2011, l'hôtel-dieu de Tournus s'est enrichi d'une seconde apothicairerie : celle de la Maison de Charité de Tournus (établie en 1675), datant du XVIIIe siècle, dont les boiseries ont été démontées, transférées et remontées (vitrines présentées vides, l'ensemble des pots ayant été détruits par les troupes d'occupation autrichiennes au soir du 19 février 1814).

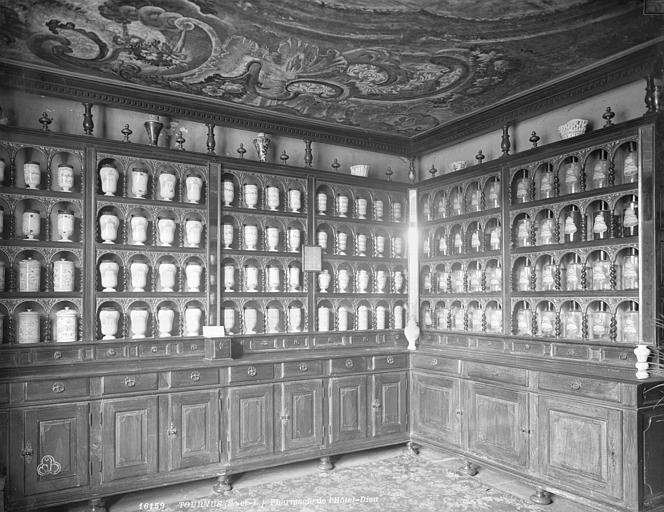
Apothicairerie, en 1912.
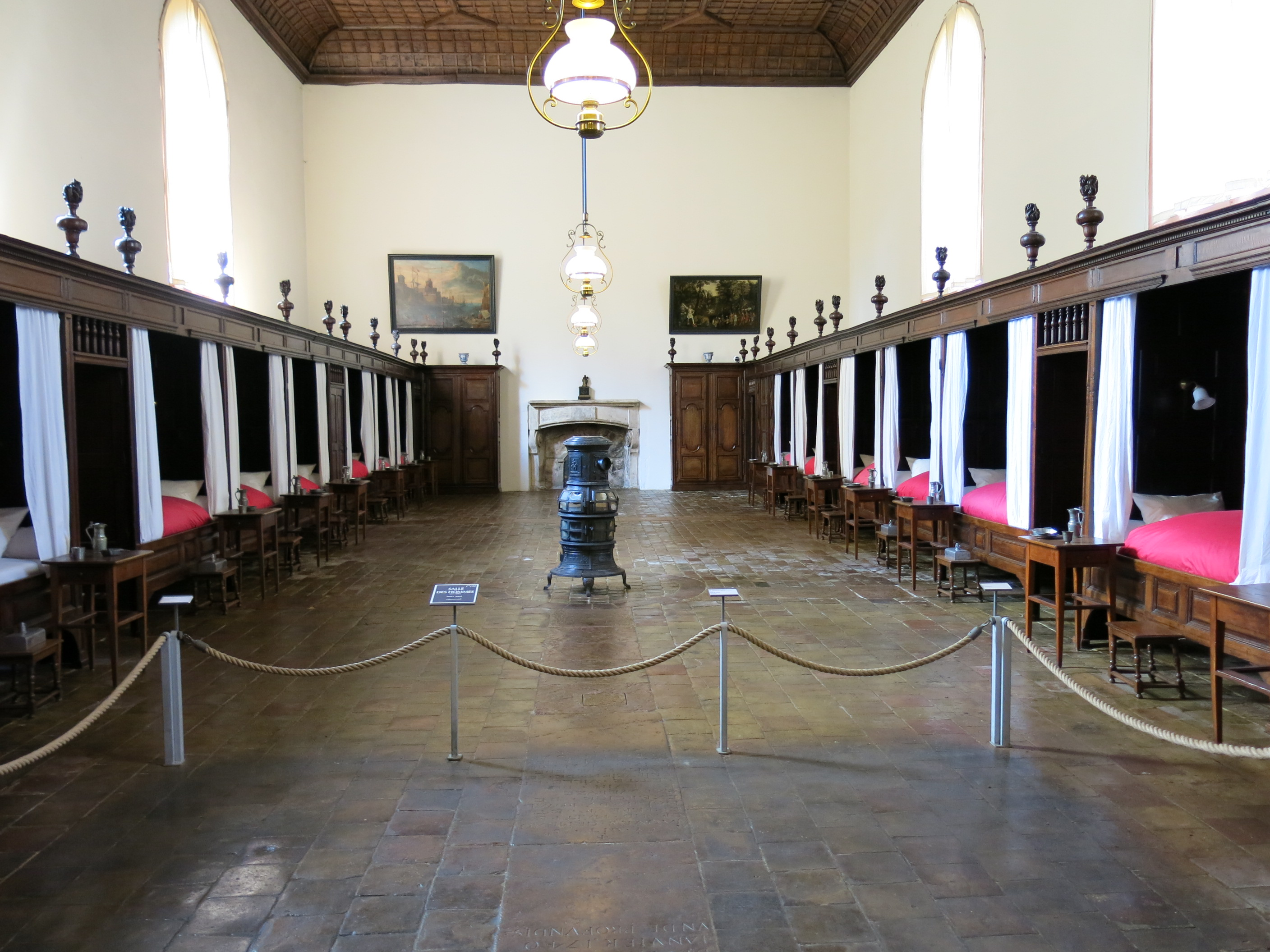
Salle des hommes.
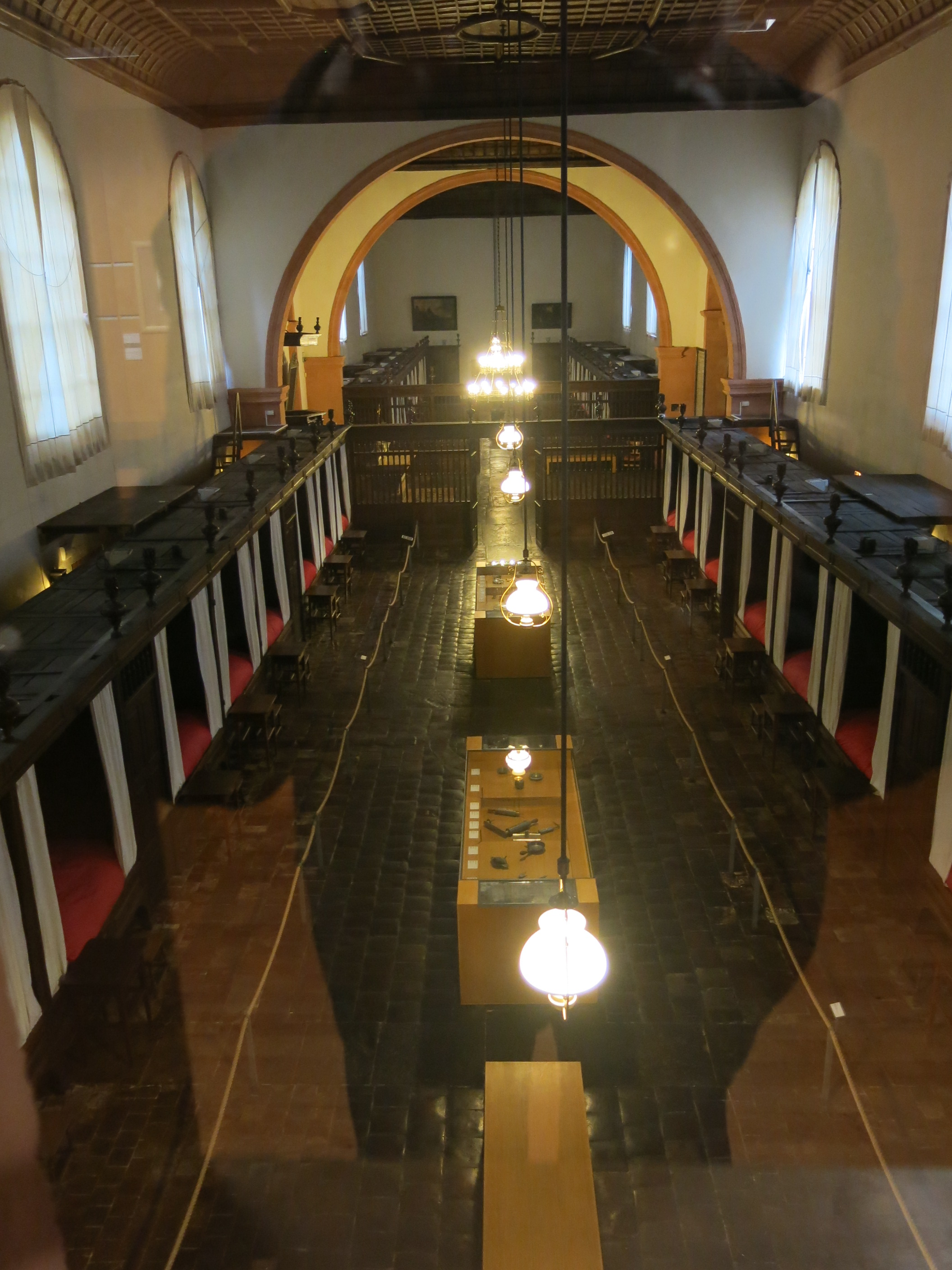
Salle des femmes.
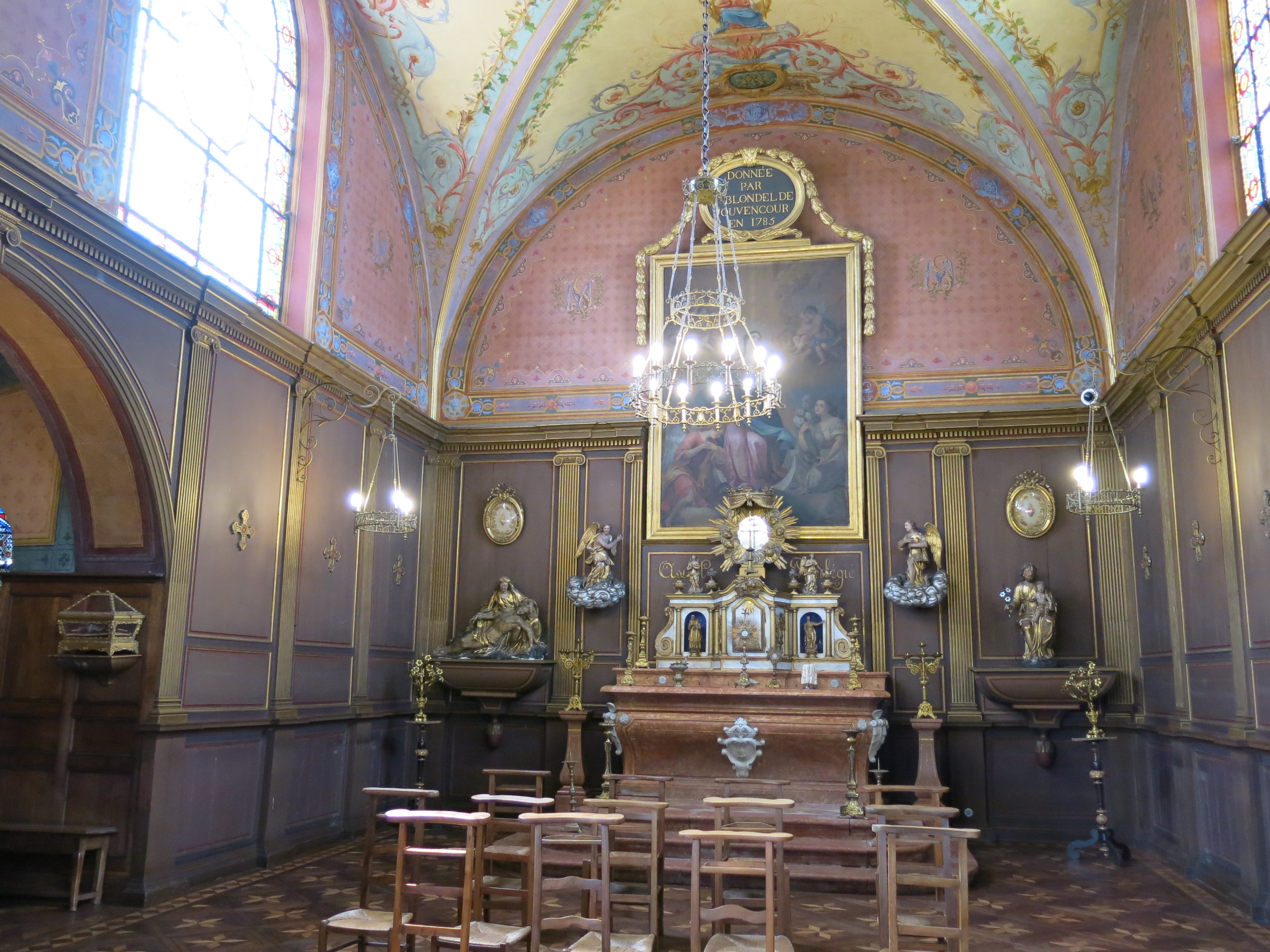
Chapelle.
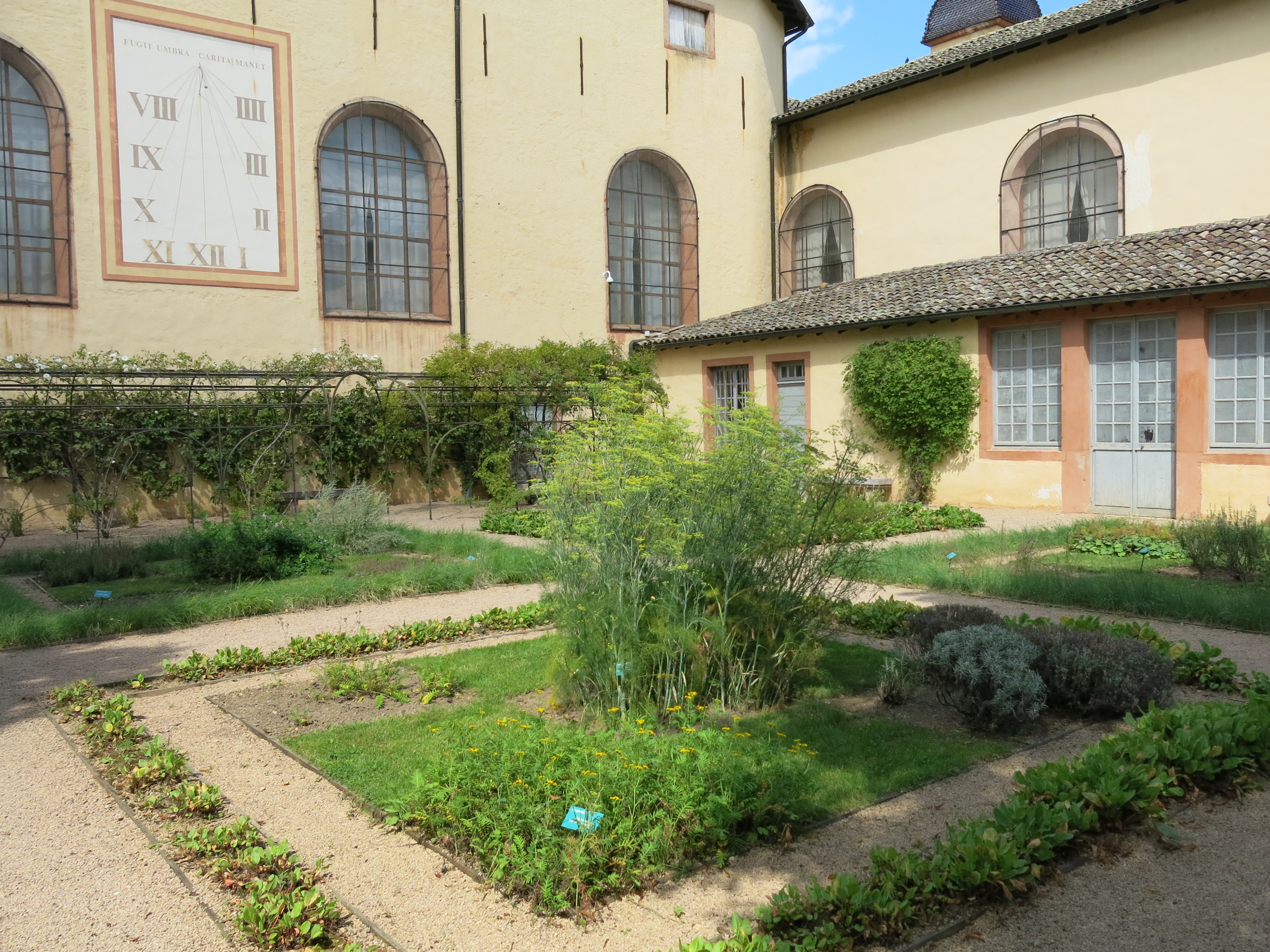
Jardin des simples.

## Le musée Greuze

### Origines
Le 14 octobre 1894, Alexis Bessard, maire de Tournus, Étienne Chanay, président de la Société des amis des arts et des sciences de Tournus, et Jean Martin, bibliothécaire-archiviste-conservateur, inauguraient le musée dans son cadre actuel ; il émanait d'une collection, exposée depuis le 30 août 1868 à l'hôtel de ville, qui avait été créée grâce au legs de la veuve Perrot née Michel (décédée à Paris en 1865) et qui avait grandi par l'activité de la Société des amis des arts et des sciences de Tournus, fondée en 1877. Jean Martin, l'un des auteurs du Catalogue raisonné de l'œuvre de Jean-Baptiste Greuze, était conservateur du musée et de la bibliothèque ; la plupart des estampes de Greuze conservées au musée ont été réunies par lui.

### Collections
Les collections du musée Greuze sont très diversifiées. Elles comportent des peintures, des dessins et des sculptures, mais aussi beaucoup de pièces archéologiques, les objets présentés permettant de comprendre l’histoire du Tournugeois, du paléolithique à la période mérovingienne. Le résultat des fouilles, opérées depuis plus de trente ans par le Groupe de recherche archéologique du Tournugeois dans la ville et ses environs (outils de silex, céramiques et objets de bronze ou de fer), retrace l’évolution du peuplement de la région. Les périodes gallo-romaine et mérovingienne sont également représentées, notamment par plusieurs pièces rares, parmi lesquelles une trousse ophtalmologique du IIe siècle, trouvée dans la Saône, ou encore des plaques de ceinturon en fer damasquiné des VIe et VIIe siècles.
Deux espaces sont consacrés aux œuvres de Greuze : ils présentent certains de ses tableaux, dont deux autoportraits de l’artiste, ainsi qu'une vingtaine de ses dessins, sanguines, lavis d’encre et gravures.

D'autres salles regroupent des peintures des écoles française, flamande et italienne du XVe au XXe siècle, ainsi que de nombreuses sculptures. L'art contemporain est également représenté.

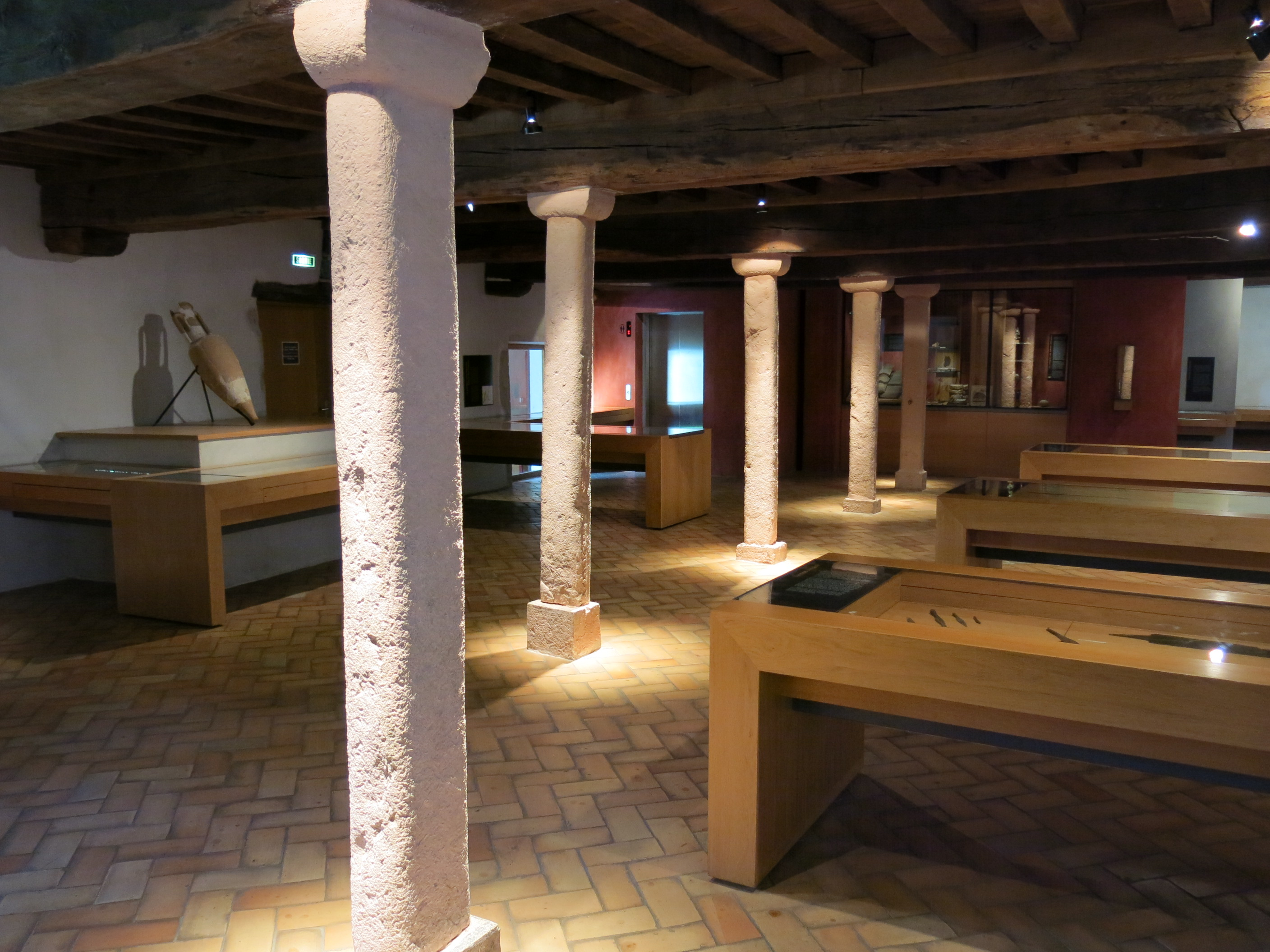
Salle du musée.
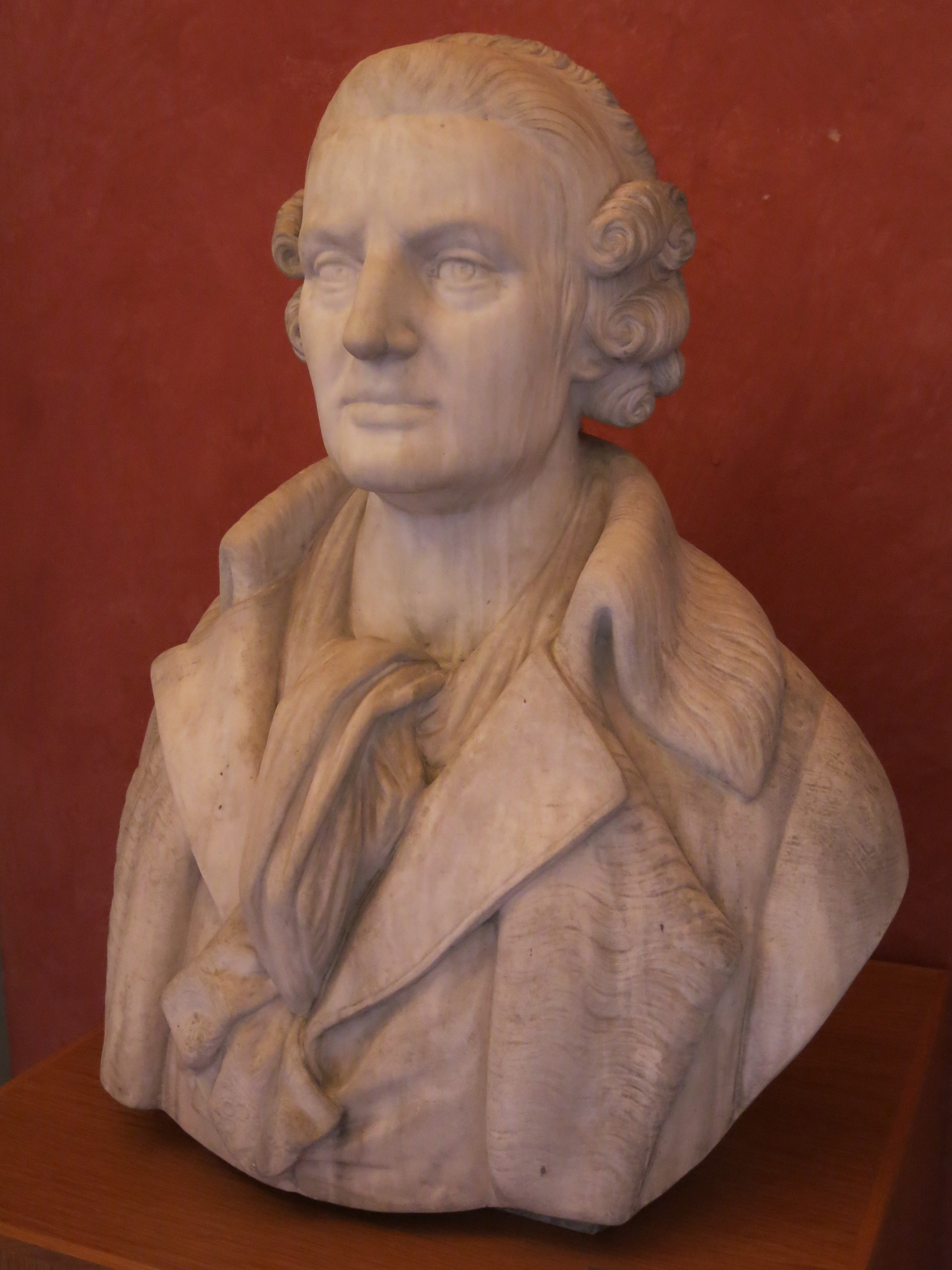
Buste de Jean-Baptiste Greuze.
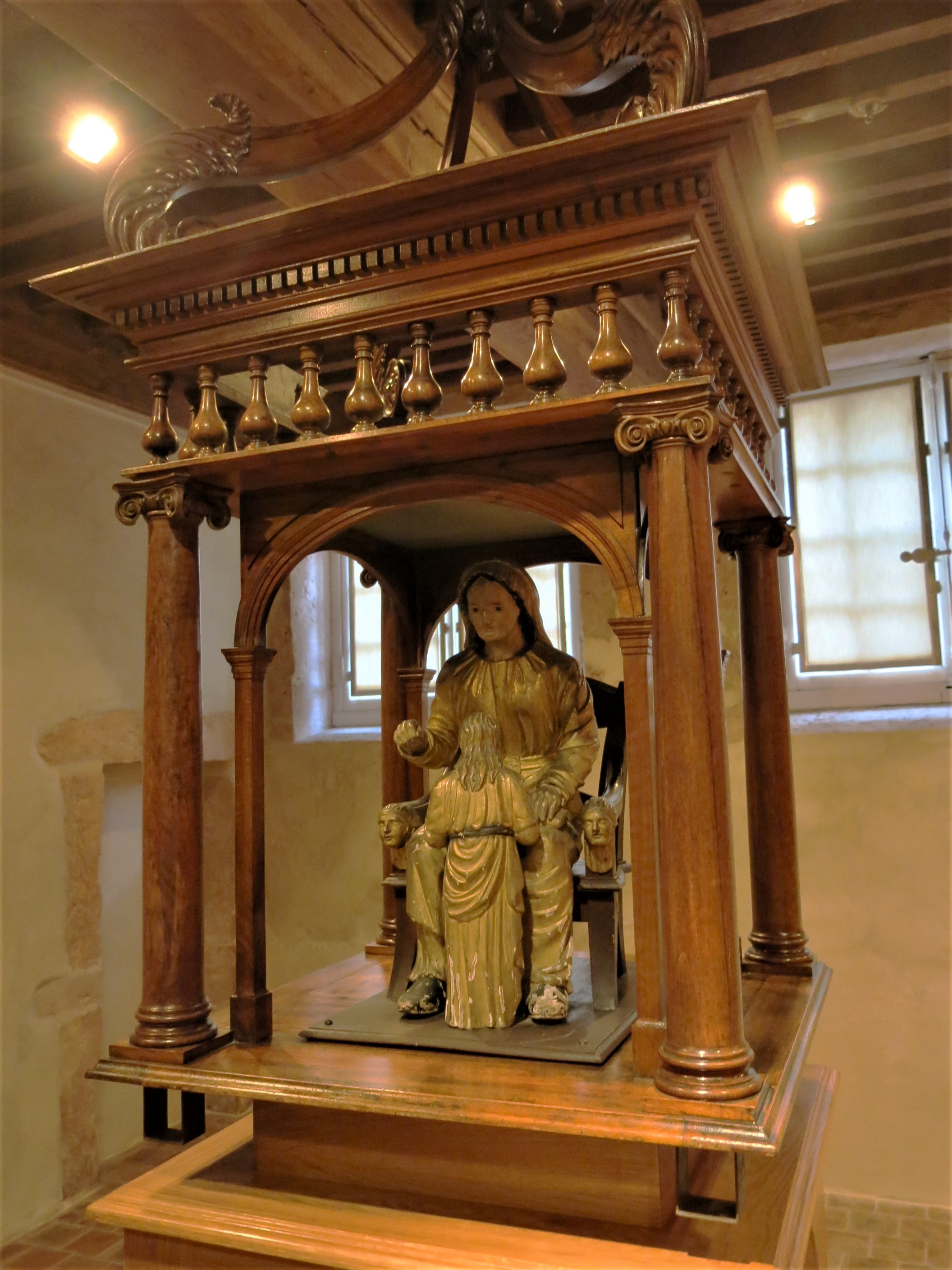
Dais de procession.
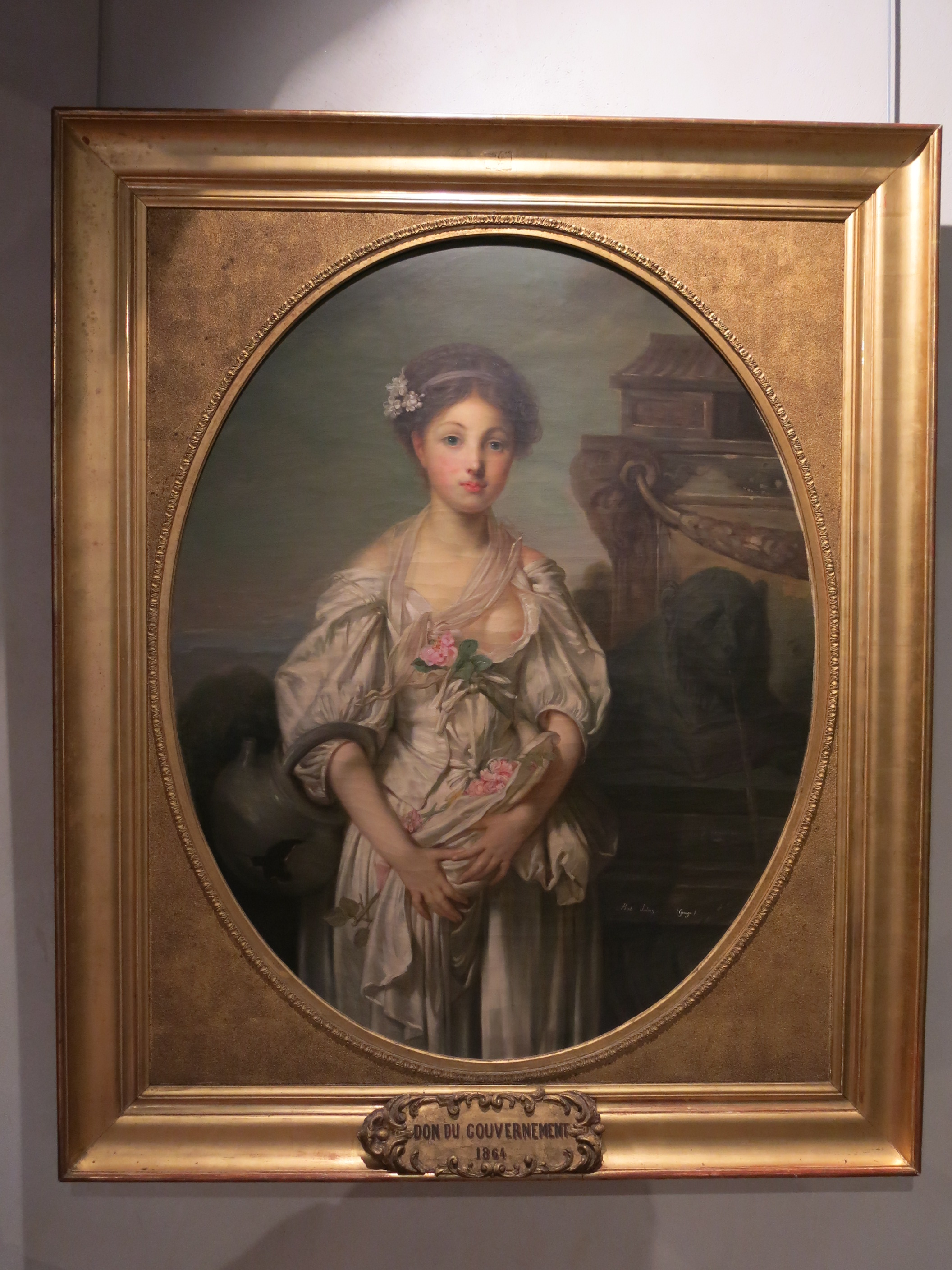
Copie de la peinture la Cruche Cassée de Jean-Baptiste Greuze par Rodolphe Julian

### Fréquentation
2005 : le nombre de visiteurs (musée et hôtel-Dieu) est de 15 475 (données : Comité régional du tourisme).
Le musée est fermé depuis 2019. 

### Responsables
Le musée Greuze a eu pour responsables successifs : 
- Jean Martin (nommé conservateur en 1876), qui rassembla des collections homogènes et à qui l'on doit un Catalogue du Musée de Tournus (1910) ;
- Gabriel Jeanton (de 1919 à 1943) ;
- Charles Dard (de 1943 à 1955) ;
- mademoiselle Viallefond (de 1955 à 1960), qui organisa les salles Greuze ;
- Émile Magnien (de 1960 à 1983), qui repensa toute la présentation des autres salles.

Christelle Rochette (1994-2000), en tant que directrice de l’établissement, a conçu le projet muséographique de l'établissement. 
Clémence Poivet puis Valérie Balthazard se sont succédé en tant que conservatrices de l'Hôtel-Dieu et du musée Greuze.